# 劉夢庚

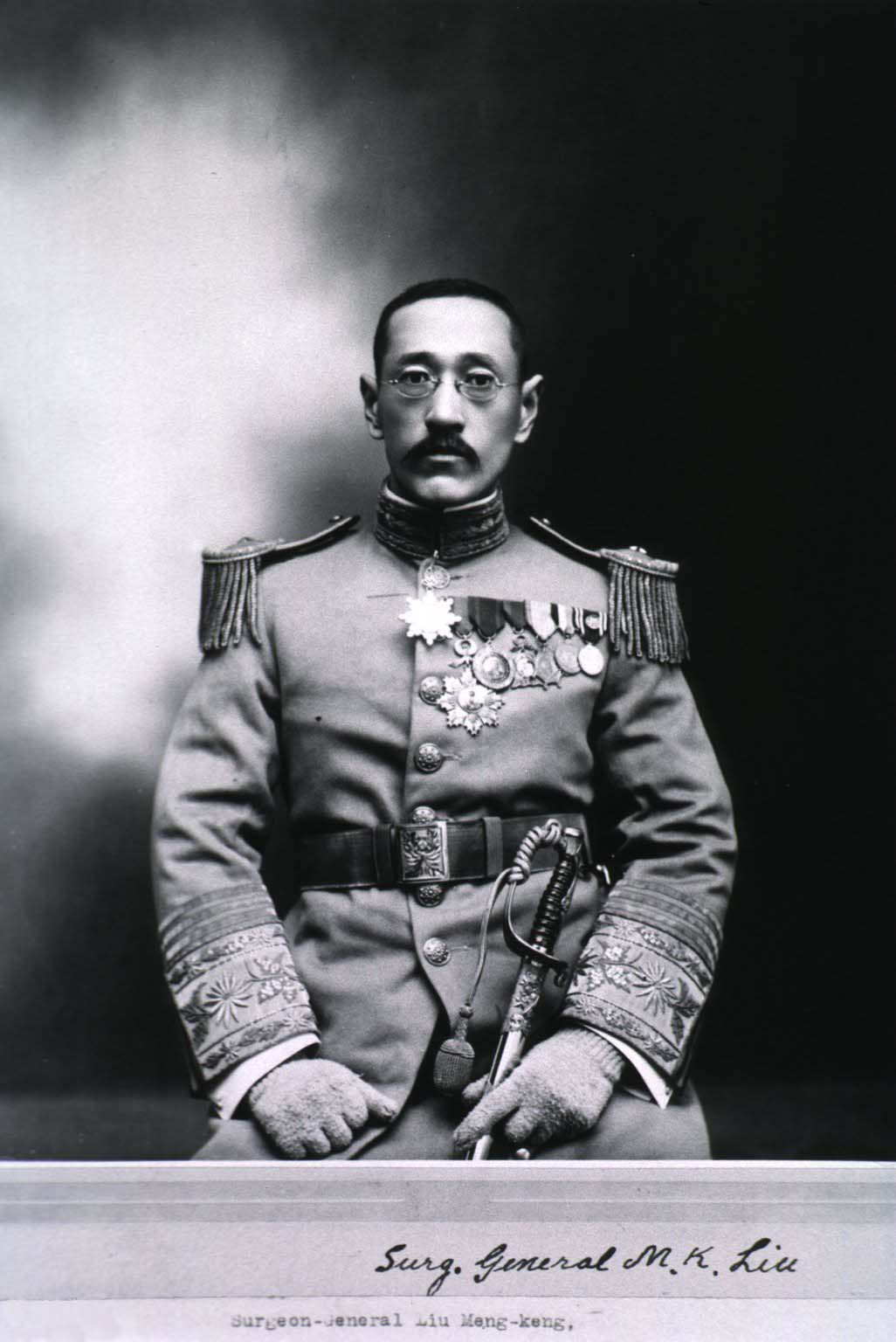

劉夢庚（1881年—1937年後），字炳秋，直隸省撫寧縣人，中華民国及滿洲國的政治家、軍医。曹锟的盟弟。

## 生平
他早年畢業於陸軍軍医学校。此後，他歷任直隸督軍署軍医課課長、保定陸軍病院院長、直魯豫三省巡閱使署軍医總監。1919年（民国8年），他任天津造幣廠廠長。
1922年（民国11年）5月他任京兆尹，任至1924年（民国13年）11月。他在北洋政府方面歷任井陘礦務局總辦、京畿司令部副司令、密雲副都統、陸軍第26師駐京辦事處處長、直隸督軍署参議。他還被授予“輯威将軍”，授陸軍上将。
1934年（康德元年）11月，他任滿洲國熱河省省長。1937年（康德4年）7月他卸任。
此後，劉夢庚的生平事蹟不詳。

## 影視形象
讓子彈飛中，黃四郎幫助其運送鴉片的劉督統原型疑似為劉夢庚。